# Northupite
La northupite est un rare minéral évaporite, de formule chimique Na3Mg(CO3)2Cl. Elle se présente sous forme de cristaux octaédriques incolores à gris foncé ou bruns et de masses globulaires. Sous forme synthétique, elle forme une série avec la tychite (Na6Mg2(CO3)4SO4).
Elle fut découverte en 1895 dans le lac Searles (en) dans le comté de San Bernardino en Californie par C. H. Northup (né en 1861) de San Jose, de qui la northupite est nommée. 
On la trouve en association avec la tychite et la pirssonite au lac Searles et avec la shortite, le trona, la pirssonite, la gaylussite, la labuntsovite, la searlésite, la norséthite, la loughlinite, la pyrite et le quartz dans la formation de la Green River dans le Wyoming.